# Monts de Tébessa
Les monts de Tébessa sont une chaîne montagneuse d'Algérie et de Tunisie située dans la zone frontalière des deux pays et constituant une partie de l'Atlas saharien.

## Géographie
Les monts du Tébessa, qui font partie de l'Atlas saharien, sont situés entre la dorsale tunisienne au nord-est et les monts des Nemencha au sud-ouest.
Les monts ne constituent pas une unité montagnarde individualisée, mais un ensemble hétérogène qui encadre le fossé de la Merdja et d’Aïn Chabro et entourent la ville de Tébessa. Ils se caractérisent par la simplicité des chaînons, leur faible longueur, leur discontinuité et la variabilité de leur orientation.